# Champ-le-Duc
Champ-le-Duc è un comune francese di 553 abitanti situato nel dipartimento dei Vosgi nella regione del Grand Est.

## Società

### Evoluzione demografica
Abitanti censiti